# التشرد في الهند

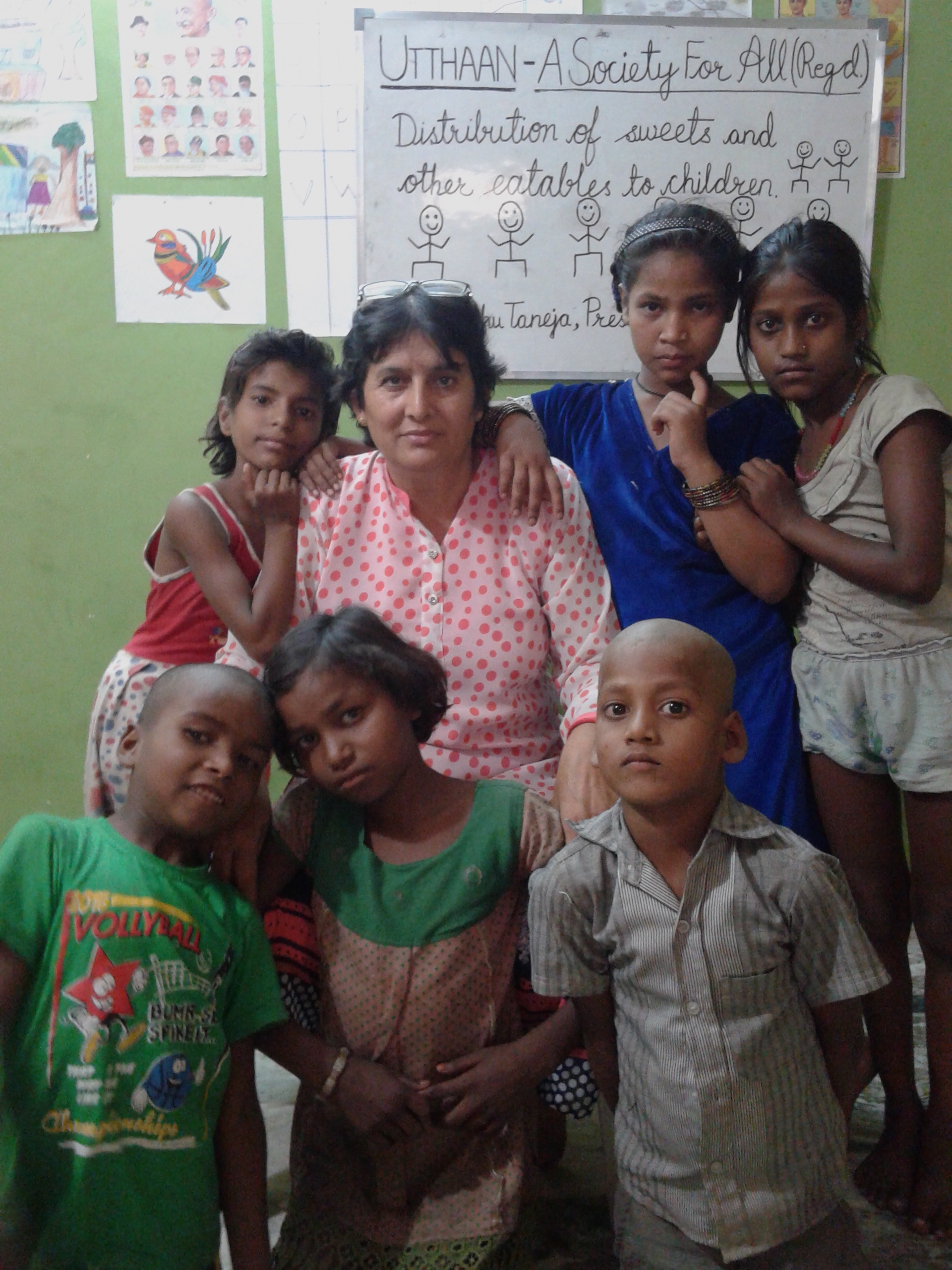
تحرير

يعد التشرد قضية رئيسية في الهند. يعرف الإعلان العالمي لحقوق الإنسان «المشردين» أنهم أولئك الأشخاص الذين لا يعيشون في مساكن عادية بسبب نقص السكن اللائق، والأمان والتوافرية. يحتوي بيان المجلس الاجتماعي والاقتصادي للأمم المتحدة على تعريف أوسع للتشرد؛ فيعرفه على الشكل التالي: «عندما نتحدث عن المسكن، نحن لا نتحدث فقط عن أربعة جدران وسقف. يتعلق الحق في مسكن ملائم بضمان حيازة الخدمات والقدرة على تحمل تكاليفها وإمكانية الوصول إليها، وبتوفر السكن الملائم من الناحية الثقافية. يتعلق الأمر بالحماية من الإخلاء القسري والتهجير، ومكافحة التشرد، والفقر والإقصاء». تعرف الهند «المشردين» بأنهم الأشخاص الذين لا يعيشون في منازل الإحصاء السكاني، لكنهم عوضًا عن ذلك يبقون على الأرصفة أو جوانب الطرقات، أو أرصفة السكك الحديدية، أو بيوت السلالم أو المعابد، أو الشوارع أو قنوات النقل أو غيرها من الأماكن المفتوحة. يوجد في الهند نحو1.77 مليون مشرد، أو 0.15% من إجمالي السكان، وذلك وفقًا لإحصاء عام 2011 للرجال والنساء العاذبين والأمهات وكبار السن والمعاقين. من ناحية ثانية، يقال إن الأرقام أكبر بكثير مما تم حسابه بطريقة النقطة في الزمن. على سبيل المثال، في حين أن الإحصاء الرسمي للسكان في عام 2011 أحصى 46,724 فردًا مشرد في دلهي، فإن جمعية الخدمة الاجتماعية الهندية العالمية حسبتهم 88,410، وحسبتهم منظمة أخرى تسمى هيئة تطوير دلهي 150 ألف مشردًا. علاوة على ذلك، نسبة عالية من المشردين هم من المرضى النفسيين وأطفال الشوارع. يوجد في الهند 18 مليون طفل مشرد، وهو عدد أكبر من أي بلد في العالم، حيث يوجد 11 مليون منهم في المناطق الحضرية. أخيرًا، هناك أكثر من ثلاثة ملايين رجل وامرأة مشردين في العاصمة الهندية نيودلهي؛ هذا التعداد السكاني نفسه في كندا يمكن أن يشكل 30 دائرة انتخابية. العائلة التي يبلغ عدد أفرادها خمسة أشخاص في الهند تحتوي في تاريخها متوسط خمسة أجيال من المشردين.
يوجد نقص في المنازل في البلاد يبلغ نحو 18.78 مليون منزل. ازداد العدد الإجمالي للمنازل من 52.06 مليون إلى 78.48 مليون منزل (حسب تعداد عام 2011). من ناحية ثانية، ما تزال البلاد تحتل المرتبة 124 في الدول الأغنى عالميًا منذ عام 2003. يكسب أكثر من 90 مليون شخص في الهند أقل من دولار واحد في اليوم، مما يجعلهم تحت عتبة الفقر العالمي. يمكن أن تتأثر قدرة حكومة الهند في المستقبل على معالجة التشرد والفقر في المناطق الحضرية بعوامل داخلية وخارجية على حد سواء. أعلنت الحكومة الهندية أن عدد الأشخاص الذين يعيشون في الأحياء الفقيرة في الهند قد تضاعف في العقدين الماضيين ويتجاوز الآن إجمالي عدد السكان في بريطانيا. يعيش نحو 78 مليون شخص في الهند في أحياء فقيرة أو المباني الشققية. يقيم 17% من سكان الأحياء الفقيرة في العالم في الهند. بعد إطلاق فيلم مليونير متشرد (Slumdog Millionaire) في عام 2008، أصبحت مومباي مقصدًا للسياح حيث يستطيعون مشاهدة المشردين وسكان الأحياء الفقيرة على حد سواء.

## الأسباب
يعد التشرد جزءًا من النتيجة المباشرة لهجرة العائلات من المناطق الريفية إلى المدن، وللتوسع الحضري. يمكن أن تحدث الهجرة إلى المناطق الحضرية لأسباب مختلفة تتراوح بين فقدان الأراضي، والحاجة إلى العمالة المستدامة، والافتقار إلى المياه النظيفة وغيرها من الموارد الأخرى، وفي بعض الحالات مثل ما حدث لمشروع سد بارجي، فقدان جميع الممتلكات والنزوح بالكامل. يحاول المشردون حالما يصلون إلى المدن بناء ملاجئ من القصدير، والكرتون، والخشب والبلاستيك. يمكن للأحياء الفقيرة أن تشكل ملاذًا، إلا أن الأفراد غالبًا لا يستطيعون تحمل تكاليفها. قد يتعرض الأفراد الذين يعانون من التشرد إلى الأذية الجسدية وسوء المعاملة وعدم القدرة على الالتحاق بالمدارس والحصول على الرعاية الصحية.
تتضمن المشكلات الأخرى التي تؤدي إلى التشرد: الإعاقة (سواء العقلية، أو الجسدية أو كليهما)، ونقص السكن الميسور التكلفة (تبلغ تكلفة الشقة الأساسية في الهند 70 دولار شهريًا)، والبطالة (سواء موسمية أو بسبب الصعوبات الاقتصادية)، والتغيرات في الصناعة. يعد هجر كبار السن، والمريضين نفسيًا، والنساء الحوامل غير المتزوجات، والنساء المطلقات المغلوب على أمرهن والفتيات الصغار من الأسباب الرئيسية للتشرد في الهند.
يتم استبدال وظائف الصناعات الثقيلة والتصنيع (التي تتطلب الحصول على الثانوية العامة كمستوى تعليمي) بوظائف صناعة الخدمات (التي من المحتمل أن تتطلب أو لا تتطلب مستوى تعليمي أعلى). بما أنه من الصعب تحمل تكاليف الجامعة بالنسبة للمواطن الهندي مقارنة بالمواطن الأوروبي أو الشمال أمريكي، نظرًا لانخفاض مستوى دخل الفرد فيها، أصبح الكثير من الناس في الهند غير قابلين للتوظيف في وظائف القرن الواحد والعشرين. بالكاد يصل متوسط الدخل الشهري للمواطن الهندي إلى 1,200 دولار أمريكي؛ مقارنةً بكندا التي يصل دخل المواطن فيها إلى 54,510 دولار أمريكي وأكثر من 64,800 في سويسرا.
يعزو صناع القرار الأسباب الأساسية للتشرد إلى العوامل التالية: تعاطي المخدرات، والأمراض العقلية، وفشل العلاقات والعنف المنزلي. ويلقي هؤلاء المسؤولية واللوم بشكل مباشر على المشردين. أدت السياسات المتعلقة «بإلغاء الرعاية المؤسسية للمرضى عقليًا وما ترتب عليها من تخلي العائلة عن أحد أفرادها المصابين بمرض عقلي» إلى زيادة عدد الأشخاص الذين يعيشون بدون مأوى.

## أطفال الشوارع
يندرج تصنيف أطفال الشوارع ضمن فئة الأطفال الذين يمرون بظروف صعبة (سي إي دي سي)، ويعتبرون الأكثر تهديدًا في هذه الفئة. يقدر أنه يوجد أكثر من 400 ألف طفل شارع في الهند. وفقًا لمنظمة اليونيسيف، فإنه من الممكن تصنيف أطفال الشوارع إلى أربعة أقسام هي: الأطفال المعرضون للخطر ويعيشون مع عائلاتهم ولكنهم يعملون في الشوارع من أجل الدخل، والأطفال الذين يقيمون بشكل أساسي في الشوارع لكنهم يقيمون لبعض الوقت مع عائلاتهم، والأطفال الذين يقضون معظم وقتهم في الشوارع ولا يعيشون أو يتواصلون مع عائلاتهم، وأخيرًا الأطفال الذين تم التخلي عنهم والذين يعيشون لوحدهم بدون أشخاص بالغين معهم. يهرب الأطفال من منازلهم بسبب الفقر، والعنف، والقمع، والاستغلال ويستقرون في الشارع في نهاية المطاف.
غالبًا ما يكون الأطفال عرضة للاستغلال والإيذاء الجسدي والعقلي بسبب الضغط العائلي، والاكتئاب والإفراط في تعاطي الكحول. عندما يهرب الأطفال من عائلاتهم من أجل إيجاد حياة أفضل، فإنهم يواجهون دعارة الأطفال والعمالة البدنية. الأطفال الذين لا تتجاوز أعمارهم 6 سنوات يتفحصون القمامة بحثًا عن النقود من أجل شراء الطعام. علاوة على ذلك، يعيش الأطفال في الشوارع نتيجةً للتوسع الحضري، والفقر، والبطالة، والعائلات المدمنة على الكحول، وموت الوالدين، والعلاقات السيئة مع الوالدين وتعاطي المخدرات. غالبًا ما يعاني أطفال الشوارع من مشكلات في الأداء والسلوك في المدرسة ويمكن أن ينقطعوا عنها في النهاية، مما يؤدي إلى انخفاض معدلات الإلمام بالقراءة والكتابة (زيادة معدلات الأمية). إنهم محرومون من حقهم في التعليم والترفيه. يجعل ذلك الفقر والتشرد مرتبطين في حلقة أبدية.
يعاني أطفال الشوارع من مشاكل صحية عقلية وجسدية أكثر من غيرهم من الأطفال. افتراض أن الأطفال سيطلبون الرشاوي، يجعل المستشفيات تمنع عنهم الخدمات، وتزيد الأسعار أو ترفض تقديم الرعاية المناسبة لهم. قد تجعل هذه المشاكل أطفال الشوارع يصبحون مكتئبين أو غير اجتماعيين مع اتباعهم لنُهج سلبية في الحياة.
يعاني أطفال الشوارع من أشكال متعددة من العنف. يعاني معظمهم من العنف النفسي واللفظي، ويعاني البعض من العنف العام والإهمال، يعاني نسبة أقل من العنف الصحي، وعدد صغير يعاني من العنف الجسدي (بما فيه الجنسي). تشير البيانات أن المستويات المرتفعة من نوع واحد من العنف ترتبط بمستويات عالية من نوع آخر، مع زيادة مقدار العنف مع زيادة العمر والدخل. غالبًا ما يأتي العنف من الشرطة أو أصحاب الأعمال والمهن المتلاعبين. بالإضافة إلى ذلك، تشير الدراسات إلى أن الأولاد يعنفون أكثر من الفتيات في الشوارع. وأخيرًا، يمكن أن يصدر العنف من الأطفال ذوي المراتب الأعلى في الشوارع. يساعد أفراد كل مجموعة في حماية بعضهم البعض من أجل البقاء. من ناحية ثانية، غالبً ما يسيء الأفراد الأكبر سنًا إلى الصغار منهم.
يعد التشرد والفقر الأسباب الرئيسية لعمالة الأطفال في الهند. أورد الإحصاء السكاني لعام 2011 أنه يوجد تقريبًا 43.5 مئة ألف (واحدة هندية) طفل تتراوح أعمارهم بين 5-14 سنة يعملون لإعالة أنفسهم وعائلاتهم. وفقًا لمنظمة اليونيسيف، فإن 12% تقريبًا من الأطفال الهنود يعملون. في العديد من الحالات، لا يوجد خيار أمام الأهل سوى إرسال أطفالهم للعمل في ظروف خطرة وغير آمنة.